# Magyar Nyelvstratégiai Intézet
A Magyar Nyelvstratégiai Intézet (közismert rövidítéssel MANYSI) budapesti székhelyű központi hivatal volt, amelynek feladata a magyar nyelvi örökség föltárása, a nyelv mélyebb megismerése, ápolása, gondozása, fejlesztése. Az intézet az 55/2014. (III. 4.) Korm. rendelettel jött létre 2014. április 1-jén.
Az intézet még szerepelt az Országgyűlés által 2018. július 20-án elfogadott, 2019-re vonatkozó költségvetési törvényben (összesen 164,7 millió forinttal gazdálkodhatott volna), ám egy novemberben elfogadott kormányrendelet 4 és fél év működés után, 2019. január 2-ával beolvasztotta a frissen létrehozott Magyarságkutató Intézetbe, amely feladatainak egy részét is átvette.
Az intézet feladatainak egy részével a Magyar Tudományos Akadémia Nyelvtudományi Intézete is foglalkozik.

## Az intézet feladatai
Az intézet feladatait a létrehozó kormányrendelet 4. §-a határozta meg:
1. középtávú magyar nyelvstratégia kidolgozásának irányítása és szakmai felügyelete,
2. a magyar nyelv belső szerkezetének, sajátosságainak, működésének, kultúránk egészével való összefüggésének kutatása és annak eredményének alkalmazása a közoktatásban, illetve nyelvi adattárak fejlesztésének ösztönzése,
3. a nyelvszerkezeti és a nyelvhasználati kutatások terén a különböző szaknyelvek (terminológiák) tudatos fejlesztésének koordinálása, a határon túli és az anyaországi magyar nyelvű terminológia összehasonlító kutatása, összehasonlító terminológiai szótárak összeállítása,
4. az infotechnológia területén a magyar nyelvű adatbázisok támogatási elveinek kidolgozásában és koordinálásában való részvétel,
5. szakértői állásfoglalások készítése nyelvpolitikai kérdésekben a közigazgatás és a közmédia részére,
6. az új tudományos közelítések vizsgálata, nyelvészdoktoranduszok foglalkoztatása ösztöndíjas pályázati és megbízási rendszerben,
7. új magyar nyelvi tankönyvprogram nyelvészeti szakmai alapjainak kidolgozása, különösen gyermekbarát, az otthonról hozott anyanyelvi készségeket fejlesztő általános iskolai nyelvtankönyvek szakmai alapvetése, kidolgozásának összehangolása kultúránk egységes szövetével,
8. a nyelvi gazdagság megőrzése, különös tekintettel a magyar nyelvjárásokra és a rétegnyelvekre,
9. nyelvi kisebbségvédelem, kiemelten a magyar szórványok, határon túli nyelvváltozatok helyzetének vizsgálata,
10. nyelvstratégiai külkapcsolatok ápolása, különösen a kisebbségben élő nyelvrokon népekkel,
11. a magyar nyelvi értékvesztéssel szemben irányelvek kidolgozása a Kormány számára, felhasználva a sikeres, modern európai nyelvpolitikai – észt, lengyel, finn és izlandi – modellek tapasztalatait,
12. az 1–11. pontokban foglalt feladatok ellátásával összefüggő, valamint egyes kiemelt feladatokhoz kapcsolódó konferenciák szervezése,
13. szakmai és nemzetközi kerekasztal megbeszélések, nyári kurzusok és – kiemelten határon túli magyaroknak, finnugor kisebbségnek – nyári egyetemek szervezése, nyelvi kulturális napok társszervezése az adott feladathoz szükséges körben együttműködve az illetékes hazai és Kárpát-medencei szervekkel, szervezetekkel, felsőoktatási intézményekkel,
14. egyéb, a magyar nyelvi értékvesztés ellen ható feladatok megvalósítása.

## Az intézet vezetése
Az intézet elvi irányítása a miniszterelnök hatáskörébe tartozott, aki ezt a feladatot a miniszterelnökséget vezető államtitkár útján látta el. Az intézet operatív vezetését az intézet határozatlan időre kinevezett igazgatója végezte. 2014. április 1-től 2017. február 28-ig az intézet igazgatója Bencze Lóránt volt. 2017. március 1-től az intézet igazgatója Tóth Attila volt.

## Költségvetés
Az intézet 2014 utolsó kilenc hónapjában 200 millió forintból gazdálkodhatott, amelyet a rendkívüli kormányzati intézkedésekre szolgáló tartalékból csoportosítottak át, és amelynek majdnem kétharmada személyi jellegű kiadás volt. A következő években az intézet nevesítve szerepelt az éves költségvetési és zárszámadási törvényekben.

## Jogszabályi háttér
- 1091/2014. (II. 28.) Korm. határozat a rendkívüli kormányzati intézkedésekre szolgáló tartalékból történő előirányzat-átcsoportosításról (Az intézet pénzügyi alapjainak létrehozása)
- 1098/2014. (III. 4.) Korm. határozat a Magyar Nyelvstratégiai Intézet létrehozásával kapcsolatos intézkedésekről
- 55/2014. (III. 4.) Korm. rendelet a Magyar Nyelvstratégiai Intézet létrehozásáról
- 206/2018. (XI. 10.) Korm. rendelet a Magyarságkutató Intézet létrehozásáról és az azzal összefüggő jogszabályok módosításáról (az intézetet megszüntető rendelet)